# A Night at Red Rocks with the Colorado Symphony Orchestra
A Night at Red Rocks with the Colorado Symphony Orchestra è un disco dal vivo del gruppo rock The Moody Blues, del 1993, tratto da un concerto registrato il 9 settembre 1992 con la Colorado Symphony Orchestra.

## Tracce CD
1. "Overture" (Hayward/John Lodge) -2:58
2. "Late Lament" (Graeme Edge/Peter Knight) -1:35
3. "Tuesday Afternoon (Forever Afternoon)" -4:42
4. "For My Lady" (Ray Thomas) -4:11
5. "Lean on Me (Tonight)" (Lodge) -4:39
6. "Lovely to See You" -4:04
7. "I Know You're Out There Somewhere" -5:22
8. "The Voice" -5:28
9. "Your Wildest Dreams" -4:57
10. "Isn't Life Strange" (Lodge) -6:44
11. "The Other Side of Life" -7:05
12. "I'm Just a Singer (in a Rock'n'Roll Band)" (Lodge) -6:55
13. "Nights in White Satin" -6:33
14. "Question" -6:22
15. "Ride my See-Saw" (Lodge) -5:26

## Tracce  Deluxe Edition 2 CD
La Deluxe Edition venne realizzata il 4 marzo 2003

### Disco 1
1. "Overture"  (features excerpts from "Ride My See-Saw", "New Horizons", "Another Morning", "Voices in the Sky", "(Evening) Time to Get Away", "Isn't Life Strange", "Legend of a Mind", "Tuesday Afternoon", and "Nights in White Satin") (Hayward, Lodge, Thomas) – 4:53
2. "Late Lament" – 1:31 (Hayward, Graeme Edge)
3. "Tuesday Afternoon (Forever Afternoon)" – 3:54 (Hayward)
4. "For My Lady" – 4:55 (Thomas)
5. "Bless the Wings (That Bring You Back)" – 5:19 (Hayward)
6. "Emily's Song" – 4:29 (Lodge)
7. "New Horizons" – 5:10 (Hayward)
8. "Lean on Me (Tonight)" – 4:39 (Lodge)
9. "Voices in the Sky" – 3:44 (Hayward)
10. "Lovely to See You" – 4:26 (Hayward)
11. "Gemini Dream" – 4:45 (Hayward, Lodge)
12. "I Know You're Out There Somewhere" – 5:27 (Hayward)
13. "The Voice" – 5:53 (Hayward)

### Disco 2
1. "Say It With Love" – 4:45 (Hayward)
2. "The Story in Your Eyes" – 3:36 (Hayward)
3. "Your Wildest Dreams" – 4:57 (Hayward)
4. "Isn't Life Strange" – 7:16 (Lodge)
5. "The Other Side of Life" – 6:02 (Hayward)
6. "I'm Just a Singer (In a Rock and Roll Band)" – 6:47 (Lodge)
7. "Nights in White Satin" – 6:58 (Hayward)
8. "Legend of a Mind" – 9:02 (Thomas)
9. "Question" – 5:51 (Hayward)
10. "Ride My See-Saw" – 5:04 (Lodge)

## Tracce DVD
1. "Overture"
2. "Late Lament"
3. "Tuesday Afternoon (Forever Afternoon)"
4. "For My Lady"
5. "New Horizons"
6. "Lean On Me (Tongiht)"
7. "Loverly To See You"
8. "Gemini Dream"
9. "I Know You're Out There Somewhere"
10. "The Voice"
11. "Say It With Love"
12. "The Story in your Eyes"
13. "Your Wildest Dreams"
14. "Isn't Life Strange"
15. "The Other Side Of Life"
16. "I'm Just A Singer (In A Rock And Roll Band)"
17. "Nights In White Satin"
18. "Question"
19. "Ride My See-Saw"

## Formazione
- Justin Hayward - chitarra/Voce
- John Lodge - basso/Chitarra/Voce
- Ray Thomas - flauto/Percussioni/Voce
- Graeme Edge - batteria/Percussioni
- Paul Bliss: Tastiera
- Bias Boshell: Tastiera
- June Boyce: Voce
- Sue Shattock: Voce
- Gordon Marshall: Batteria/Percussioni
- Larry Baird: Conduttore d'orchestra
- The Colorado Symphony Orchestra